# Autoridade Nacional de Proteção Civil
Autoridade Nacional de Proteção Civil (ANPC) är Portugals krishanteringsmyndighet. Den har både planerings-, samardnings- och genomförandeansvar för hantering av större kriser i landet.
Myndigheten bildades 2007 och ersatte då Serviço Nacional de Bombeiros e Proteção Civil, som bildads som en sammanslagning av Serviço Nacional de Proteção Civil, Serviço Nacional de Bombeiros samt Comissão Nacional Especializada de Fogos Florestais. År 2012 övertogs de uppgifter som tidigare legat på Conselho Nacional de Planeamento Civil de Emergência.

## Autoridade Nacional de Proteção Civil och Sverige
Genom förmedling av Europeiska civilskyddsmekanismen sände Autoridade Nacional de Proteção Civil två vattenbombare till Sverige i juli månad för en arbetsperiod mellan den 26 juli och den 31 juli i samband med Skogsbränderna i Sverige 2018. Dessa flygplan var av typen Air Tractor AT-802F Fire Boss, stationerades på Örebro flygplats och sattes in för att hälla vatten över bränder i bland andra Dalarna och Gävleborgs län.